# Sulo Bärlund
Sulo Bärlund (Finlandia, 15 de abril de 1910-13 de abril de 1986) fue un atleta finlandés, especialista en la prueba de lanzamiento de peso en la que llegó a ser subcampeón olímpico en 1936.

## Carrera deportiva
En los JJ. OO. de Berlín 1936 ganó la medalla de plata en el lanzamiento de peso, con una marca de 16.12 metros, siendo superado por el alemán Hans Woellke (oro con 16.20 m) y por delante de otro alemán Gerhard Stock (bronce).